# Secret Voyage
Secret Voyage — сьомий студійний альбом гурту Blackmore's Night . Згідно з прес-релізом SPV, Secret Voyage — це ще одна калейдоскопічна музична подорож у часі та просторі, яка включає та переставляє традиційні мелодії з усієї Європи, поєднуючи «старе» та сучасне.  Secret Voyage складається з дванадцяти нових треків, записаних Кендіс Найт, Річі Блекмором та їхнім гуртом менестрелів.

## Композиції
1. God Save the Keg — 3:40
2. Locked Within the Crystal Ball — 8:04
3. Gilded Cage — 3:42
4. Toast to Tomorrow — 3:49
5. Prince Waldeck's Galliard — 2:13
6. Rainbow Eyes — 6:01
7. The Circle — 4:48
8. Sister Gypsy — 3:21
9. Can't Help Falling in Love — 2:51
10. Peasant's Promise — 5:33
11. Far Far Away — 3:54
12. Empty Words — 2:40

## Позиції в чартах
| Чарт       | Позиція |
| ---------- | ------- |
| США        | 1       |
| Німеччина  | 14      |
| Фінляндія  | 38      |
| Австрія    | 40      |
| Швеція     | 44      |
| Швейцарія  | 67      |
| Нідерланди | 95      |